# Sionisme revisionista
El Partit sionista revisionista va ser un partit polític jueu, sionista, nacionalista, i anticomunista creat a París per Zeev Jabotinsky. El partit fou absorbit el 1948 pel partit Herut, que fou creat a Israel pel polític Menahem Begin. L'Herut fou el successor del partit sionista revisionista. L'any 1988 l'Herut es va fusionar amb el partit Likkud.

## Els orígens
El sionisme va aparèixer en els anys 1880.
Des dels anys 1890, apareixen tres corrents:
- Un corrent sionista socialista, que s'encarnarà en diferents partits, entre els quals el Poale Sion i el Hashomer Hatzair.
- Un corrent sionista religiós, encarnat pel partit Mizrahí.
- Un corrent de dreta liberal, el dels sionistes generals. Els sionistes generals no s'organitzaran en tant que verdader partit més que al començament dels anys 20, sota la direcció del molt moderat i molt probritànic Chaim Weizmann.

El 1920, a la Conferència de San Remo, les grans potències occidentals van determinar la creació d'una Llar Nacional Jueva a Palestina, i van donar un mandat als britànics en aquest sentit. Les oportunitats són enormes per al sionisme, però s'acompanyen d'un augment de les divergències sobre el poder, els objectius i els mitjans.

### Jabotinsky

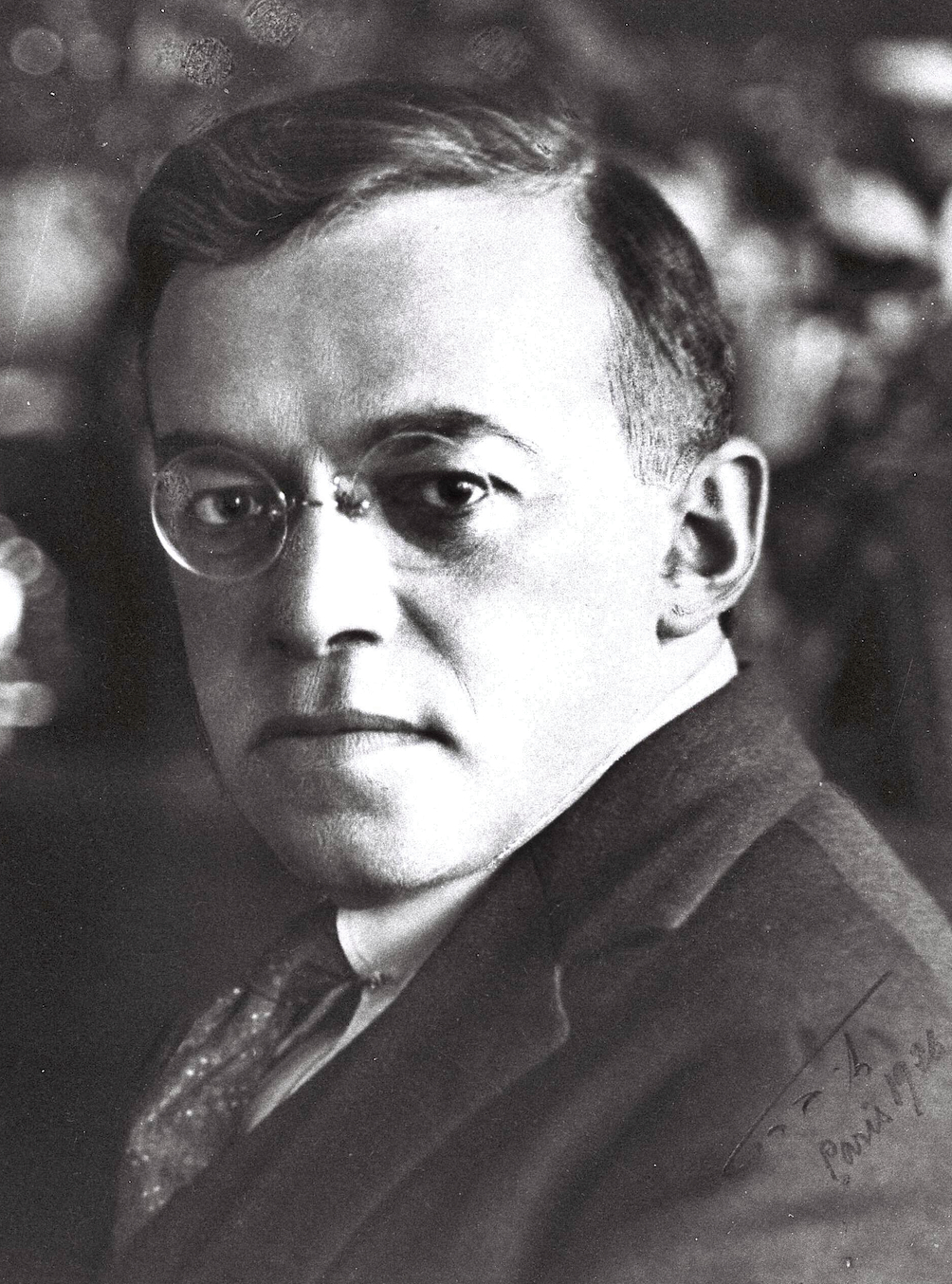
Zeev Vladimir Jabotinsky

el territori reivindicat pel partit Revisionista i després pel Herut

Vladimir Jabotinsky és un dirigent de l'Organització sionista mundial des d'abans de la primera guerra mundial. És més aviat proper al corrent dels sionistes generals. Però discuteix l'orientació considerada com massa moderada de Weizmann, i no s'ajunta doncs al nou partit.

### La revolució bolxevic i la pujada de l'esquerra
A Palestina en els anys 1920, els sionistes socialistes tenen el vent en popa, perquè s'aprofiten indirectament de l'entusiasme creat per la Revolució bolxevic.
Weizmann, a la vegada líder dels sionistes generals (centredreta) i de l'Organització sionista mundial, va triar d'aliar-se amb l'esquerra sionista.
Per a molts, a la dreta, cal posar en pràctica una resistència més important a la pujada de l'esquerra.

### La independència deTransjordània(1922)
El 1922, els Britànics decideixen retirar la Transjordània del projecte de Llar nacional jueva tal com havia estat definit a la conferència de San Remo el 1920.
La independència de la Transjordània suscita una forta resistència entre els sionistes de totes les tendències. Berl Katznelson, l'ideòleg de l'Ahdut ha-Avodà, va expressar protestes molt més vehements que les de Jabotinsky contra aquesta decisió britànica.
Però després de la ruptura entre l'Organització sionista mundial (OSM) i Jabotinsky (el 1923), aquest utilitzarà la temàtica de l'annexió de la Transjordània com a instrument de crítica de la «tovor» de l'OSM, que finalment va acceptar de mala gana la decisió britànica.

### La creació del Betar (1923)
A Riga, el 1923, uns estudiants jueus creen Brit Yosef Trumeldor (aliança Joseph Trumpledor, o Betar), una organització de joventut nacionalista i anticomunista. Fundat abans del partit revisionista mateix, el Betar mantindrà una independència gelosa enfront d'aquest, tot i compartir-ne les idees (en una versió sovint més «dura», tanmateix).
El Betar accepta ràpidament la direcció de Jabotinsky, rebatejat el «Roch Betar» i « objecte d'un culte a la personalitat desconegut fins llavors en el sionisme». Els militants del Betar apressaran ràpidament Jabotinsky a crear un moviment polític per reagrupar la dreta nacionalista. El Betar pren també una orientació para-militar, conforme a l'objectiu posat per la «Muralal d'acer», un text de Jabotinsky que data de 1923.
En els anys següents, el Betar coneixerà un fort creixement (9.000 el 1929, 80.000 el 1939), i serà un dels bastions del revisionisme.

### La «Muralla d'acer» (1923)
Vladimir Jabotinsky va defensar el projecte d'una Legió jueva a Palestina, estructura legal sostinguda pel Regne Unit. Així en un text de novembre de 1923, afirma que el conflicte entre el sionisme i el nacionalisme àrab és inevitable, i que el sionisme ha de constituir una "muralla d'acer" (un exèrcit), per imposar-se.
Aquesta reivindicació formarà part del programa del partit Revisionista en el moment de la seva creació, el 1925.

### L'assumpte Petliura (1921-1923)
El 1921, Jabotinsky va signar un acord amb Símon Petliura, dirigent del govern provisional ucraïnès, al qual s'acusava d'haver massacrat desenes de milers de jueus. El gener de 1923, el Comitè d'acció sionista (executiu ampliat de l'OSM) aprova una comissió d'investigació. Jabotinsky, que criticava des d'alguns anys l'esquerra i Weizmann, majoritaris, decideix dimitir del seu lloc en la direcció de l'OSM.

## La pertinença a l'Organització sionista mundial (1925-1935)
El 1923, Jabotinsky és doncs la principal figura d'una dreta nacionalista que tracta d'organitzar-se en un moviment a la vegada anticomunista (per tant hostil a l'esquerra sionista marxista) i contrari a la «feblesa» dels dirigents del centredreta sionista Sionistes Generals.

### La creació del Partit revisionista (1925)
A partir de 1923-1924, Jabotinsky reagrupa al voltant d'ell un petit grup de militants, sobretot d'origen rus com ell. El 1925 neix l'Aliança dels sionistes revisionistes a París (a la rerebotiga del «cafè del Panteó», en ple barri llatí).
El terme «revisionista» ve de la voluntat dels membres del nou partit de « revisar el sionisme».
L'objectiu és la creació d'un Estat sobre les dues ribes del Jordà (incloent-hi doncs l'actual Jordània). Els britànics van haver d'establir una «legió jueva» per permetre al Yishuv defensar-se. Ells també van haver d'afavorir una immigració jueva massiva. Les terres públiques (comunals) i les terres ermes hauran de ser posades a disposició dels immigrants jueus. Però l'autoritat del Regne Unit sobre Palestina no va ser qüestionada.
El partit es desenvoluparà des de llavors en diàspora (sobretot en Polònia i a Palestina. Aquest desenvolupament continua sent modest : a les eleccions de l'Organització sionista mundial de 1925, 1927 i 1929, el partit tindrà resultats limitats (aproximadament un 7% el 1929).

## La reacció de l'esquerra
És molt viva. Les relacions havien estat fluctuants. Esdevenen dolentes. Jabotinsky és acusat de ser un demagog ultranacionalista, o sia un simpatitzant feixista (el que no és. Jabotinsky continuarà sent sempre un ferm partidari del liberalisme polític i econòmic, al contrari d'alguns dels membres del partit).

### L'Aliyà Grabski (1924 - 1928)
L'Aliyà mena cap a Palestina, del 1924 al 1928, 80.000 immigrants. Molts venen de Polònia, d'on havien estat expulsats per les mesures antisemites del govern Grabski. Aquesta població tindrà una certa importància per al desenvolupament del revisionisme a Palestina :
- Aquesta immigració està composta per molts artesans, membres de les classes mitjanes, que són més properes a la dreta que de l'esquerra.
- La seva afluència crea el 1926-1928 una molt greu crisi econòmica, que es gira també contra els partidaris del poder sionista a Palestina, i beneficia doncs a la seva oposició de dreta.

Encara una mica vacil·lant el 1925, el partit Revisionista afirma fermament la seva aposta pel capitalisme des de 1927. Proposa així prohibir les vagues, fins a la creació de l'Estat Jueu. La burgesia té les claus del futur. «No hem de tenir vergonya, camarades burgesos», llança Jabotinsky.

### La temptació feixista i els Birionim (1928-1933)

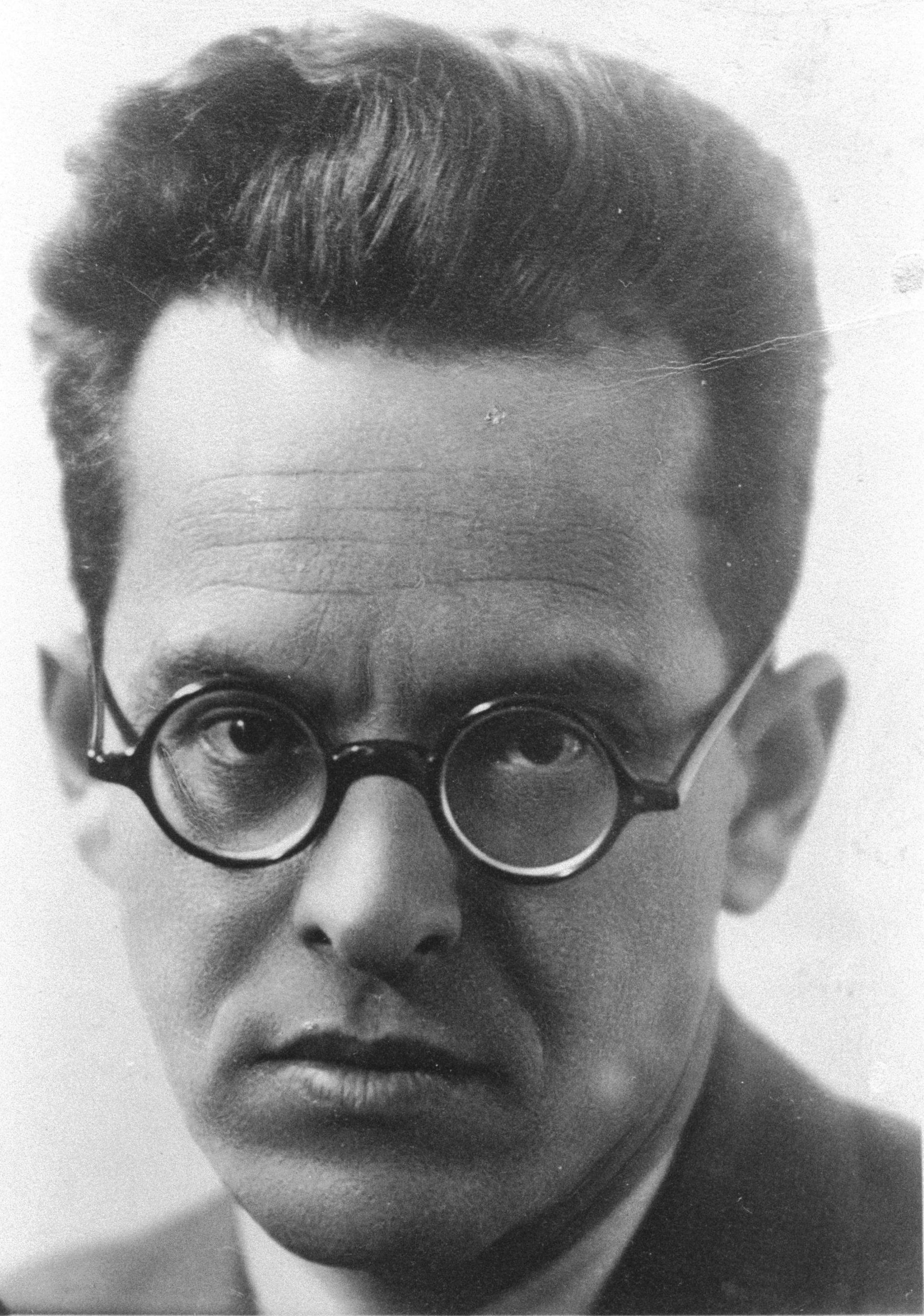
Abba Ahimeir el 1932.

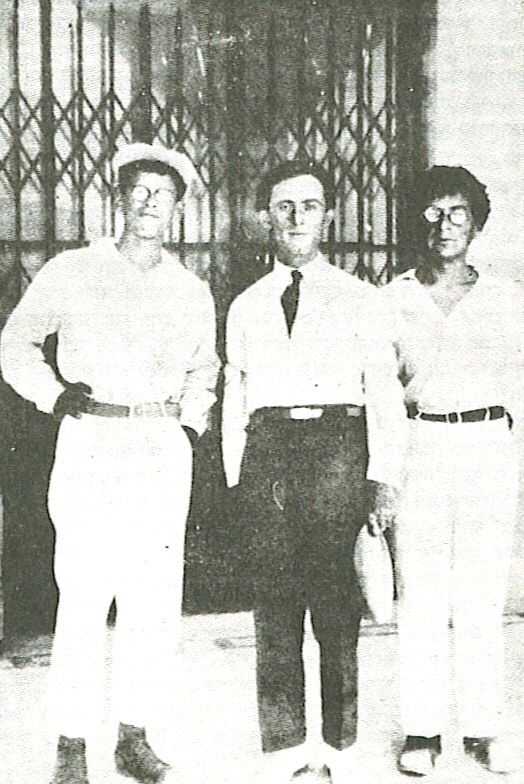
Abba Ahiméir, Uri Zvi Greenberg i Yehoshua Yevin, al començament dels
anys 1930.

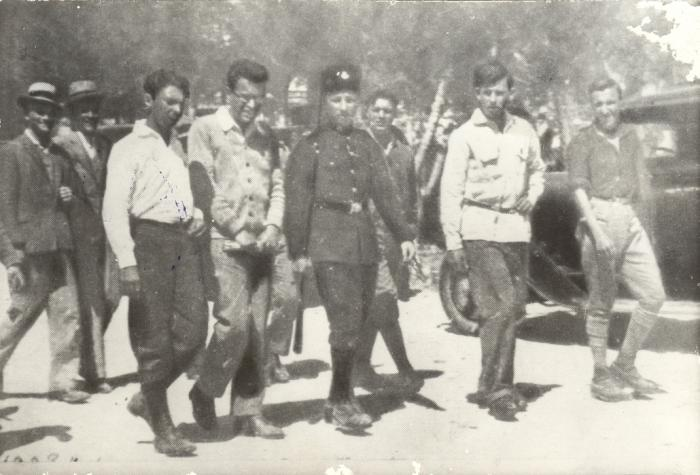
Detencions dels Birionim, 1933.

El 1928, tres homes entren al Partit revisionista. Venen de l'esquerra sionista, però es retornen contra ella i anuncien ara simpaties feixistes. Són el periodista Abba Ahimeir, el poeta Uri Zvi Greenberg i el metge i escriptor Yehoshua Yevin.
Organitzen ràpidament una facció radical i feixistitzant al si del partit de Palestina. Els tres homes somien amb una organització de «caps i de soldats»
Els disturbis àrabs i antijueus de 1929 els donen una audiència creixent. El Partit revisionista triplicà la seva representació respecte a 1929 a les eleccions internes a l'OSM (al voltant d'un 21% dels representants). El pendent és ascendent, i ho és també per als més radicals dels revisionistes.
El seu grup controla aviat Hazit Ha'am, el diari de la secció obrera del partit, en el qual desenvolupen les seves tesis.
Ahiméir s'erigeix aviat com a ideòleg notable del partit a Palestina (que no és més que una secció del partit, i no la més important), i influencia fortament el Betar. Oficialment sosté Jabotinsky. Més discretament, el critica, considerant que no hi ha més gaire diferència entre ell i l'esquerra.
El 1931, la seva facció s'organitza al si d'un associació secreta i independent de la direcció del partit, « Brit Ha'Birionim ». Espera lluitar contra tres enemics :
- l'esquerra sionista
- els àrabs
- el Regne Unit, que no en fa prou contra els àrabs, i comença a fixar certs límits a la immigració jueva.

En secret, els Birionim recuperen les armes i preparen atemptats, que finalment no tindran lloc.
Jabotinsky i el partit critiquen el seu radicalisme (del qual no en perceben l'amplitud), però es neguen a rompre.
El 1932, al cinquè congrés del partit, Ahiméir proposa transformar el partit revisionista en un partit autoritari. Jabotinsky declara : «Considero com nefast tot moviment que nega el principi d'igualtat entre els ciutadans […;] és bé per què el considero, Ahiméir, com un adversari polític».
A l'inrevés, alguns mesos més tard, en el moment del conflicte intern amb els «moderats» del Partit revisionista que s'inquieten per la voluntat anunciada per Jabotinsky de deixar l'OSM, Jabotinsky es recolza en la seva ala dreta per dissoldre la direcció del partit, organitzar noves eleccions internes, i afirmar els seus punts de vista.
Al començament 1933, Ahiméir declara en Hazit Ha'am que hi ha coses bones en Hitler, és a dir la «polpa antimarxista». Jabotinsky està furiós, però es nega de nou a rompre.
El 16 de juny de 1933, el director del departament polític de l'Agència jueva, el socialista Haim Arlozorov, és assassinat en circumstàncies tèrboles (encara avui, ningú no sap qui va assassinar Arlozorov). El matí mateix, Hazit Ha'am havia llançat un atac molt violent contra ell: «el poble jueu sempre ha sabut jutjar per casualitat els que venen el seu honor i la seva fe. Aquesta vegada encara, sabrà trobar la resposta adequada a aquesta porqueria que es fa a plena llum del dia » (un acord d'emigració aprovat entre l'Agència jueva i el Tercer Reich per a l'emigració dels jueus alemanys, acord del qual Arlozorov n'era el negociador).
Ràpidament la investigació britànica es dirigeix cap als Birionim. Ahiméir és jutjat. És absolt de l'homicidi, però els document trobats a casa seva el fan condemnar a 18 mesos de presó per a incitació a la revolta contra el règim del mandat britànic. L'esquerra acusa els Birionim de complot feixista. Després d'haver vacil·lat, Jabotinsky compromet el partit revisionista en la defensa acarnissada d'Ahiméir.
L'afer Arlozorov i el suport dels revisionistes a la seva ala extremista tindran dues 
conseqüències :
- La desaparició dels Birionim, que no se n'aixecaran. La temptació feixista ha estat continguda al si del partit.
- L'odi tenaç de l'esquerra cap als revisionistes. Poc estimats (Ben-Gurion havia tractat Jabotinsky de «Vladimir Hitler» el 1932), esdevindran ara als seus ulls un colla d'assassíns facciosos i terroristes.

La ruptura és total, l'escissió s'apropa.
L'agost de 1933, les eleccions del XVIII congrés de l'OSM (a Praga) són dominades pels atacs de l'esquerra contra el «perill feixista» revisionista. El Partit revisionista perd 1/3 dels seus representants, i no obté més que un 14% dels sufragis. El Bloc de l'esquerra, dirigit pel Mapai, obté un 44% dels representants i s'assenta com la tendència dominant de l'OSM.

### L'Organització dels obrers revisionistes (1932)
El 1932, es produeix la creació de l'Organització dels obrers revisionistes. El 1934, els revisionistes creen la Confederació Nacional dels Treballadors d'Eretz Israel.
L'èxit és modest, però confirma la voluntat de discutir a l'esquerra el seu monopoli polític i sindical. Aquesta reaccionarà particularment malament a aquesta competència contra l'Histadrut, bastió de l'esquerra sionista.

## La creació de la Nova Organització sionista (1935)
Des de feia diversos anys, el partit revisionista vacil·lava sobre una eventual ruptura amb l'OSM. El 1932, Jabotinsky havia dissolt la direcció revisionista (que s'hi oposava) i havia fet escollir una majoria favorable a la ruptura. Però vacil·lava encara.
En 1934 i 1935, l'esquerra (en la persona de David Ben-Gurion) i la dreta revisionista (en la persona de Vladimir Jabotinsky) van negociar un acord. Acceptat pel partit Revisionista, l'acord és rebutjat per un referèndum intern a la Histadrut.
Jabotinsky decideix el 1935 que el partit Revisionista ha de deixar l'OSM dominada pels socialistes.

### L'escissió de 1935
El Partit revisionista decideix de crear una Nova Organització Sionista (NOS) per reemplaçar l'OSM (la NOS i els revisionistes tornaran al si de l'OSM el 1946).
Però la NOS no atraurà a ella (a més a més del Partit revisionista) més que grups marginals, en particular els religiosos sionistes conservadors del Mizrahí.
El fracàs és doncs parcial. Però és ric per al futur : per obtenir l'adhesió dels religiosos, el Partit revisionista, originalment tan laic o gairebé a l'esquerra, va prendre un viratge més obert cap a la religió. En els anys 70, es beneficiarà d'aquesta nova orientació, a la qual haurà continuat sent fidel des de 1935, reunint cap a ell els partits religiosos (Mizrahí i Aguddat Yisrael).

### El desenvolupament de l'Irgun(1937-1939)
De 1935 a 1939 esclata la «Gran Revolta àrab de 1936-1939 al mandat de Palestina», un aixecament dels àrabs palestins contra el mandat britànic i els sionistes.
Des del començament dels anys 30 existia a Palestina una organització armada clandestina dissident de la Haganà, la Haganà nacional, també coneguda amb el nom d'Irgun Zvai Leumi. Jabotinsky era membre del seu consell polític, però l'Irgun no era estrictament revisionista : el 1937 la majoria dels seus membres s'alien amb la Haganà.
A partir de 1937 i fins a 1939, l'Irgun és reorganitzat com a organització armada revisionista (però independent del partit). Jabotinsky n'és el cap polític (funció bastant teòrica). El nom « Haganà nacional» és abandonat.
L'Irgun es dedica llavors a cometre cada vegada més atemptats, en particular contra els civils palestins (200 a 250 morts). L'organització creix, es reforça, s'arma, atreu a ella els revisionistes més radicals. La violència cega contra els civils és condemnada per l'esquerra i el centredreta (sionistes generals). Fins i tot el mateix Jabotinsky es queda perplex. Però la violència és també un mitjà de mobilitzar els nacionalistes més radicals.

### El pla d'evacuació (1936-1937)
El 1936, el govern polonès llança una campanya antijueva de gran envergadura. El partit al poder (OZON) prohibeix l'adhesió dels jueus. El govern indica que desitja la sortida de tots els jueus de Polònia en alguns anys. Es posa en contacte amb el govern francès per explorar la hipòtesi d'una sortida dels jueus cap a Madagascar (sense èxit).
Jabotinsky decideix llavors incitar el Partit revisionista en la direcció d'un suport al govern polonès. Intenta convèncer aquest que és cap a Palestina que els jueus han de ser dirigits. El govern el rep, i les dues parts es manifesten en el mateix sentit. L'objectiu de Jabotinsky és de trobar un aliat per fer pressió sobre la Gran Bretanya, amb l'objectiu d'augmentar el nombre dels visats d'immigració que la potència mandatària limita clarament des del començament anys 30.
Però més enllà del terreny polític, la col·laboració dels revisionistes amb Polònia té igualment una vessant militar. En resposta a les entrevistes d'octubre de 1937 entre Jabotinsky i el cap dels exèrcits, el mariscal Rydz-Smigly i el ministre d'afers exteriors, el coronel Beck, s'aporta un suport concret per a l'Irgun. Avraham Stern s'encarrega de l'informe per part de l'Irgun, en tant que enviat especial. S'aporten diners el 1939. Cinc milles fusells són lliurats el mateix any. A la primavera 1939, l'exèrcit polonès dona a 25 oficials de l'Irgoun «un curset d'entrenament militar i de sabotatge».
Aquesta experiència tindrà dues conseqüències.
- Polònia era, més que Palestina, el gran centre del Betar i del Partit revisionista. Però si els jueus de Polònia poguessin acceptar un acord tècnic afavorint l'emigració, el «matrimoni d'amor»[6] amb un règim antisemita no és acceptat. El Partit revisionista en sortirà afeblit durant molt de temps.
- A càrrec dels contactes militars, Avraham Stern i la seva gent més propera, mantindran que es poden establir relacions fructíferes amb un govern antisemita, per poc que les dues parts hi tinguin un avantatge. El desembre de 1940, intentaran de posar-se en contacto amb l'Alemanya nazi per a la seva lluita contra la Gran Bretanya.[7]

### El Llibre blanc (1939) i la mort de Jabotinsky (1940)
El 1939, els Britànics publiquen un «Llibre blanc», com a resposta política a la « Gran Revolta àrab». Posen quasi fi a la immigració jueva i indiquen que el 1949, Palestina esdevindrà un estat unitari (per tant, amb majoria àrab). Fins llavors, el moviment revisionista havia criticat el mandat britànic, no bastant favorable als jueus. Però quedava com a aliat del Regne Unit. Sols els més radicals (Birionim) predicaven la guerra contra els britànics.
El Llibre blanc canvia totalment la situació i el Partit revisionista es gira contra el Regne Unit. Però poc temps després, la guerra a Europa comença i els revisionistes decideixen donar suport als aliats.
Vladimir Jabotinsky morirà l'agost de 1940 d'una crisi cardíaca, en el moment d'una visita en un campament d'hivern del Betar, als Estats Units
Deixa darrere d'ell un camp revisionista afeblit.
El Betar, l'Irgun i el Partit revisionista no tenien relacions institucionals. Només eren units més que per la ideologia i per Jabotinsky, el cap de tots (de manera bastant teòrica per a l'Irgun). La seva mort deixa doncs aquestes tres organitzacions sense direcció comuna.
El Partit revisionista va estar afeblit de manera duradora per l'assumpte Arlozorov i pel tema del «pla d'evacuació». Sobretot, la invasió de Polònia pels soviètics i els nazis el 1939 ha tallat el partit de Palestina de la seva principal base darrere (en militants i en diners) : Polònia.
Tot el moviment revisionista s'ha de reconstruir. És Menahem Begin qui se n'encarregarà.

## L'hegemonia de l'Irgun (1940-1948)
Després de la mort de Jabotinsky, és l'Irgun el que es trobarà progressivament en el centre de l'univers polític revisionista. El seu activisme li permetrà d'imposar-se com el líder natural dels successors polítics de Jabotinsky.

### L'alto el foc de l'Irgun (1940)
El 1940, l'Irgun decideix que la situació a Europa és més greu que la de la «Llar nacional jueva», i decideix parar les accions armades contra els àrabs, i no posar-ne en marxa contra els Britànics. L'Irgun decideix fins i tot un acord amb els britànics per participar en accions ofensives, en particular en l'àmbit del sabotatge. Jabotinsky va aprovar l'acord. El cap de l'Irgun, David Ratziel serà mort en combat el 1941.

### L'escissió del grup Stern (1940)
La tria de la direcció de l'Irgun no porta la unanimitat. Avraham Stern ("Yair"), que es pot considerar com l'hereu polític dels Birionim, la discuteix. Considera al contrari que l'amenaça de desaparició de la «Llar Nacional Jueva» al cap del període de 10 anys previst pels britànics és la més greu.
Crea amb alguns nacionalista radicals, com ara Isaac Shamir, futur primer ministre d'Israel, una escissió que s'anomena en principi «Irgun Tsvai Leumi beIsrael», després « Lohamei Herut Israël » (Combatents per a la llibertat d'Israel) o Lehi. Els britànics el diuen el «Stern gang» traduït habitualment com « grup Stern».
Aquesta escissió es lliura a atemptats contra els britànics o els jueus «col·laboradors» i intenta fins i tot de posar-se en contacte amb els alemanys, en nom de la diferència entre el «perseguidor» (Alemanya), preferible a «l'enemic» (els britànics que impedeixen l'Estat jueu). L'Stern és finalment desmantellat a començaments de 1942, i entra en hibernació. Els responsables són morts (Stern, el 1942) o empresonats (Shamir).

### L'arribada deMenahem Begini la represa dels combats (1943)
Antic responsable del Betar de Polònia, considerat com més radical que Jabotinsky, però no tan a la dreta com l'Stern, Begin arriba a Palestina el 1943 amb les restes de l'exèrcit polones. Pren ràpidament la direcció de l'Irgun, que coneix una crisi interna bastant greu des de la mort de Ratziel.
A partir de començaments del 1944, l'Irgun reprèn els atemptats.
El Lehi també els va reprendre, però en el marc d'un nou posicionament ideològic que ja no es reivindica més oficialment revisionista. L'orientació és ara prosoviètica, tot i que dins dels Lehi continuen actius diversos corrents molt dretans.
En un cas com en l'altre, ja no són els àrabs als que s'apunta, són els britànics.
De 1944 a 1948, centenars de soldats britànics, de funcionaris i de policies seran abatuts.
La Haganà s'oposa a l'Irgun fins a mitjans de 1945. Després s'hi ajunta en la lluita antibritànica, tot criticant el caràcter sagnant de les seves accions.
El Partit revisionista a Palestina és poc actiu políticament, però critica tanmateix el que considera ser els excessos dels membres de l'Irgun.
A partir de novembre de 1947, l'Irgun acaba el gruix de les seves operacions antibritàniques (hi haurà encara alguns atemptats contra els britànics, en resposta a topades puntuals), però es llança a sagnants represàlies contra la població civil àrab, en resposta als atemptats àrabs antisionistes que fan en resposta a la decisió de l'ONU de crear un Estat jueu a Palestina.
Vegeu els articles detallats Pla De Repartiment de Palestina i Guerra araboisraeliana de 1948.

## La creació de l'Herut(1948)
Després de la independència d'Israel, el primer ministre David Ben-Gurion exigeix el desmantellament de l'Irgun en tant que organització armada clandestina.
L'assumpte de l'Altalena, un conflicte entre Tsahal i l'Irgun, farà 18 morts (16 membres de l'Irgun i 2 soldats de Tsahal). L'Irgun deixa d'existir.
Però Menahem Begin és ara el cap incontestat dels Revisionistes a terra santa. El 1948, crea l'Herut, que agrega antics membres de l'Irgun i del partit Revisionista. Apartarà de la direcció els antics responsables del partit Revisionista, per imposar-hi la seva gent més propera
El partit Revisionista, més fort encara a Polònia que a Palestina, no existirà més. Deixa l'espai a l'Herut, un partit purament israelià. A les eleccions de 1949, aquest obtindrà l'11,5% dels representants, i se situarà en 4a posició, en l'oposició.
L'Herut reprèn la ideologia del partit Revisionista : annexió de Cisjordània, de la Gaza i de Jordània, per formar un «gran Israel» sobre les dues ribes del Jordà, proximitat al liberalisme polític i liberalisme econòmic, anticomunisme, hostilitat cap a l'esquerra, exaltació de l'exèrcit.

## El Partit revisionista: síntesi
Entre 1925 i 1948, és un partit que va tenir 3 característiques en part contradictòries : ha estat relativament marginal, molt activista i indirectament influent.
- Marginalitat : la seva defensa sense concessions del Gran Israel (incloent-hi Jordània) i de la violència el van col·locar fora del consens polític dominant (el de l'esquerra i dels sionistes generals). Els seus resultats electorals són doncs relativament modestos. Les eleccions de l'OSM el 1931, amb un 21% dels vots, continuen sent una excepció, obtinguda bastant àmpliament gràcies al judaisme polonès.
- Activisme : amb l'Irgun, el moviment revisionista (més que el partit mateix) va utilitzar àmpliament la violència : violència cega contra els civils àrabs, tot i que més dirigida contra l'antic aliat britànic.
- Influència : si bé ha estat poc influent electoralment, el revisionisme, pel seu activisme, ha obligat en part el moviment sionista mundial a definir-se respecte a ell. Ha jugat així un paper no gens menyspreable en el pas de la Haganà a la lluita armada (fins i tot moderada) contra els britànics. Les seves accions armades expliquen en part la retirada britànica.[8]

El Partit revisionista és doncs un partit clau de la història del sionisme. Ha col·locat al cor del seu programa des de 1925 la idea del Gran Israel, a les seves fronteres bíbliques. Molt minoritari en l'època de Jabotinsky, aquesta temàtica es farà central en el debat entre sionistes després de la guerra dels Sis Dies de 1967, i fins als nostres dies.